# Gamla porten

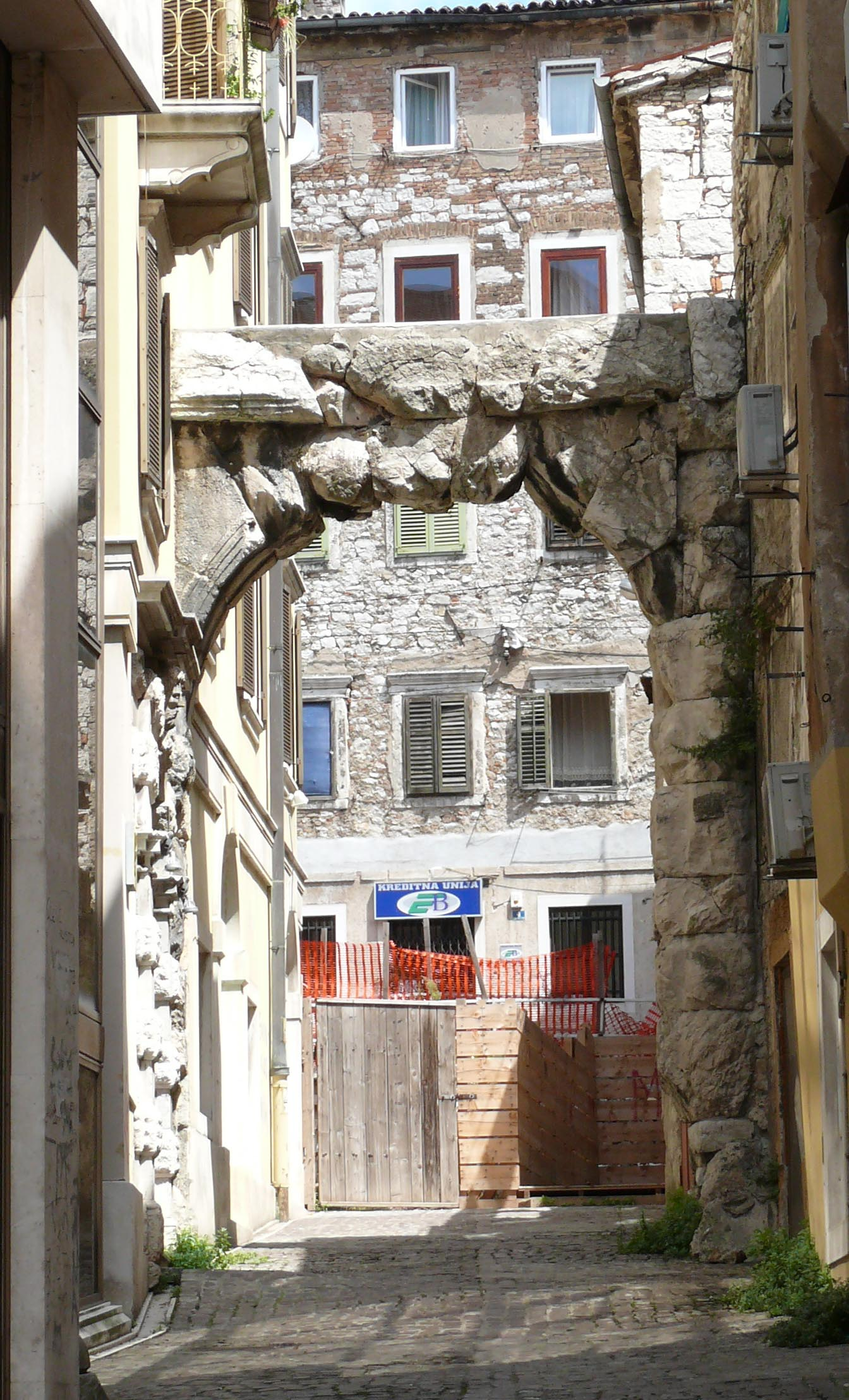
Gamla porten år 2009.

Gamla porten (kroatiska: Stara vrata, italienska: Porta vecchia), i äldre litteratur kallad Romerska bågen (kroatiska: Rimski luk, italienska: Arco romano, är en romersk port uppförd under senantiken i vad som idag är staden Rijeka i Kroatien. Gamla porten är belägen i Gamla stan och är stadens äldsta idag existerande byggnadsverk med rötter från antiken.
Under 1800-talet trodde vetenskapsmän att porten var en romersk triumfbåge uppförd till kejsar Claudius ära. Den italienske arkeologen och historikern Pietro Kandler föreslog att porten kunde ha varit en stadsport vilket bestreds av den lokale historikern Giuseppe Ludovico Cimiotti som istället föreslog att det rörde sig om en port till ett castrum. Arkeologen Mate Suić föreslog senare att det var porten till det antika Tarsatica – ett befästningsverk som hade uppförts av romarna på platsen för vad som idag är Rijekas gamla stad. Suićs hypotes bekräftades år 1955 då resterna av en tidigare mur tillhörande befästningsverket Tarsatica påträffats på Sankt Fabianus och Sebastian-kyrkans baksida.